# Heinz Züllighoven

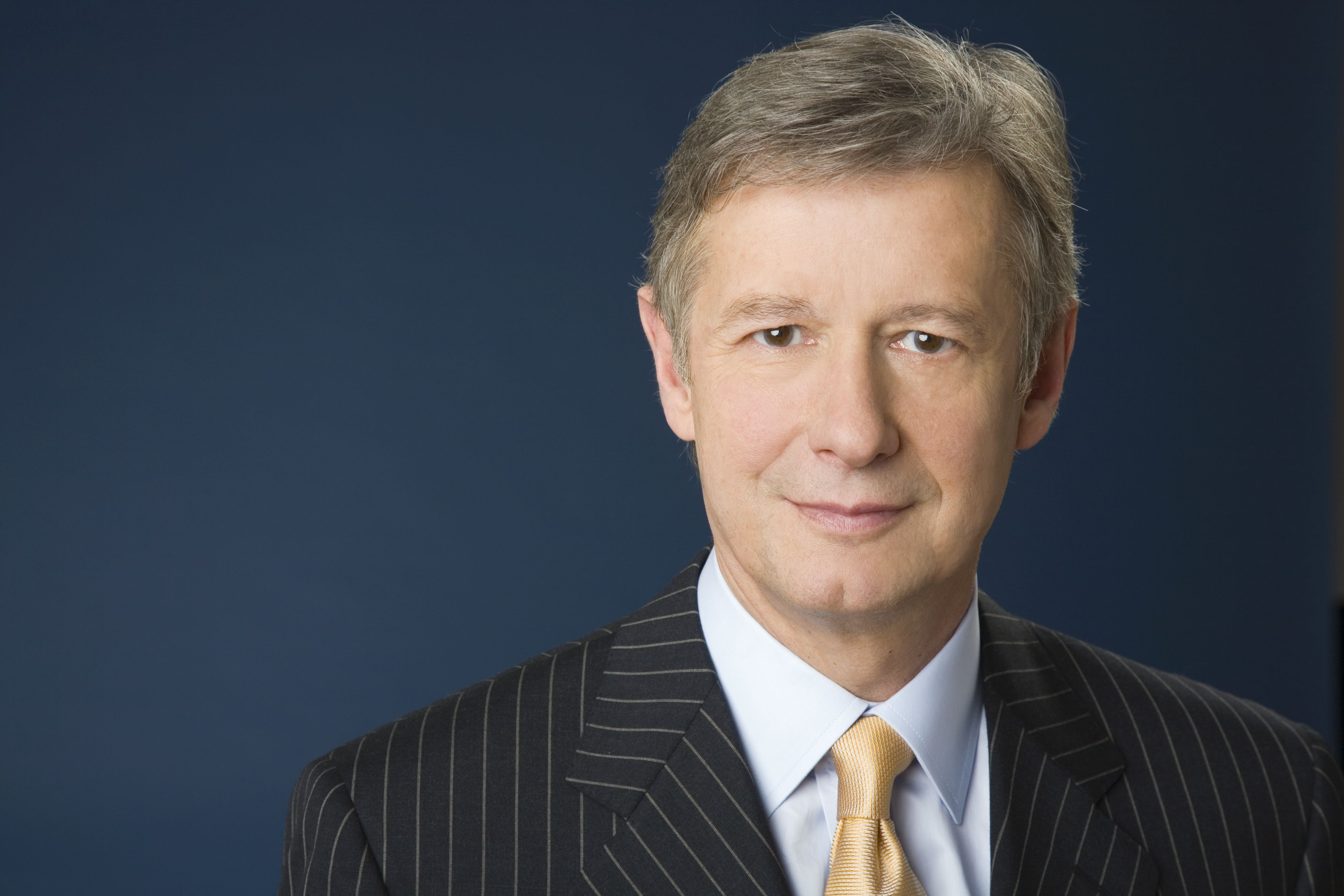
Heinz Züllighoven, 2008

Karl Heinz Anton Züllighoven (* 4. November 1949) ist ein deutscher Informatiker.
Er ist bekannt für die Mitentwicklung des Werkzeug- und Materialansatzes.
Züllighoven ist Professor an der Universität Hamburg.

## Leben
Heinz Züllighoven wuchs in Bad Neuenahr-Ahrweiler auf.
Er studierte an der RWTH Aachen Elektrotechnik und später an der Universität Bonn Germanistik und Mathematik.
An der TU Berlin promovierte er bei Christiane Floyd in Informatik.
1991 wurde er an die Universität Hamburg als Professor berufen.
Dort baute er mit Christiane Floyd den Arbeitsbereich Softwaretechnik am Fachbereich Informatik auf.
Außerdem initiierte er gemeinsam mit anderen Hamburger Professoren das Hamburger Informatik Technologie-Center (HITeC).
Hier entstand unter seiner Leitung die Modellierungsmethode eGPM (exemplarische Geschäftsprozessmodellierung).
Seit ihrer Gründung ist Züllighoven auch Geschäftsführer der WPS - Workplace Solutions.

## Werke (Auswahl)
- Reinhard Budde, Heinz Züllighoven: Software-Werkzeuge in einer Programmierwerkstatt. In: Berichte der Gesellschaft für Mathematik und Datenverarbeitung. Nr. 182. Oldenbourg, München 1990.
- Heinz Züllighoven et al.: Object-Oriented Construction Handbook. dpunkt.verlag/Copublication with Morgan-Kaufmann, 2004, ISBN 3-89864-254-2.